# Buenavista (Mexico)
Pour les articles homonymes, voir Buenavista.
Buenavista est la plus grande ville de la municipalité de Tultitlán dans l'État de Mexico, au Mexique. Elle fait partie de la région métropolitaine de la Ville de Mexico et comptait 206 081 habitants en 2010, soit 39 % de la population municipale comptant 524 074 habitants.
Elle se trouve près de l'extrémité nord du District Fédéral de Mexico. C'est la seconde plus grande ville du Mexique qui n'est pas un siège municipal (après Ojo de Agua). Le siège de la municipalité se trouve dans la ville de Tultitlán de Mariano Escobedo, comptant 31 936 habitants.